# John McCauley
John Patrick Joseph McCauley KBE CB (Sydney, 18 de março de 1899 – Sydney, 3 de fevereiro de 1989) foi um militar da Real Força Aérea Australiana (RAAF). Serviu como Chefe do Estado-maior da Força Aérea entre 1954 e 1957. Depois de se graduar no Real Colégio Militar em Duntroon, passou quatro anos no exército antes de ser transferido para a RAAF em 1924. Foi Director de Treino entre 1936 e 1938 e comandou as escolas de engenharia e de treino de voo durante os primeiros dezoito meses da Segunda Guerra Mundial. Depois de ser promovido a Group Capitain em 1940, foi colocado em Singapura em Junho de 1941 para chefiar as forças da RAAF que defendiam a área. Foi louvado pelo esforço durante os ataques levado a cabo pelos japoneses antes da queda de Singapura e pela dedicação na evacuação dos militares australianos. Depois de servir como Vice-chefe do Estado-maior da Força Aérea entre 1942 e 1944, foi nomeado para uma posição operacional na Segunda Força Aérea Táctica da Real Força Aérea (RAF) na Europa, onde prestou serviço até ao final da guerra.
Depois do cessar das hostilidades, McCauley voltou a ser Vice-chefe do Estado-maior. Em 1947 foi promovido a Vice marechal do Ar e foi nomeado Chefe de Gabinete no quartel-general da Forças de Ocupação da Comunidade Britânica, no Japão. Regressando à Austrália em Junho de 1949, serviu como o último Oficial Comandante do Ar (AOC) do Comando da Área Oriental, sendo de seguida como o primeiro AOC do Comando Aéreo da RAAF. Promovido a Marechal do Ar, foi nomeado para assumir a posição de Chefe do Estado-maior em Janeiro de 1954, sendo feito cavaleiro no ano seguinte.
Durante a sua permanência no cargo mais graduado da RAAF, McCauley centrou os seus esforços em potenciais destacamentos para o Sudeste Asiático, particularmente no Vietname, e em potenciais ameaças vindas do norte, tendo iniciado uma reforma estrutural na Base Aérea de Darwin e iniciado o processo de aquisição de bombardeiros leves supersónicos para substituir os English Electric Canberra. Depois de se retirar do serviço militar em Março de 1957, presidiu em diversas organizações comunitárias, servindo também como presidente da Associação da Força Aérea durante dez anos. Morreu em 1989, em Sydney, com 89 anos.

## Início de carreira

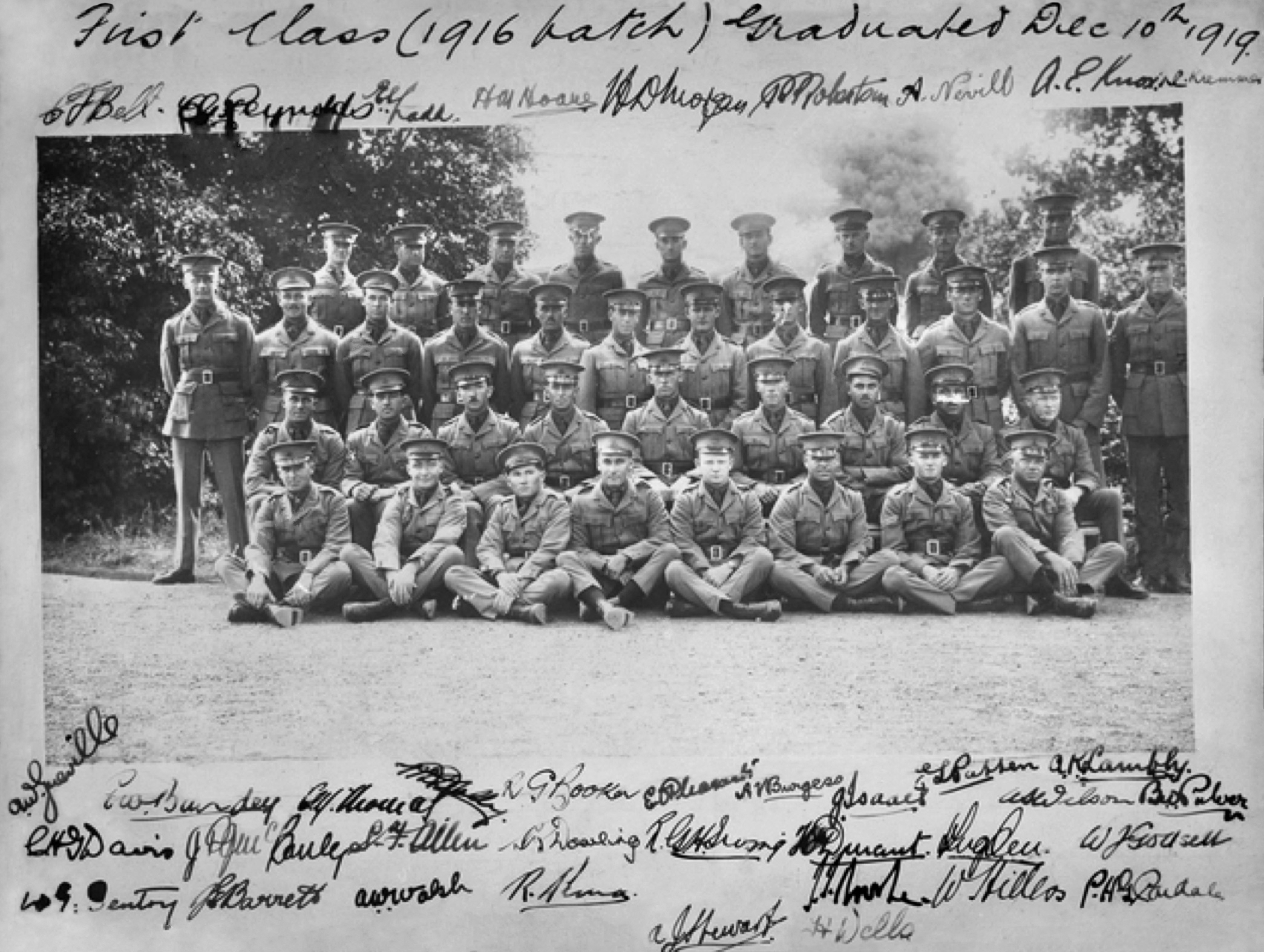
McCauley (segundo à esquerda, na segunda fila) com outros cadetes no momento de graduação no Real Colégio Militar em Duntroon, em Dezembro de 1919

Nascido em Sydney, no dia 18 de Março de 1899, McCauley entrou no Real Colégio Militar, em Duntroon, em 1916. Promovido a Tenente em 1919, passou os quatro anos seguintes a servir no exército, tendo feito uma passagem pela ilhas britânicas. Em Janeiro de 1924, foi transferido para a Real Força Aérea Australiana, passando pelo curso de pilotagem na Base aérea de Point Cook, em Victoria. Recebeu a alcunha de “Black Jack” em tributo ao seu aspecto sombrio e uma reputação instável como aviador, algo que lhe fez merecer o epíteto de “Crasher”. No dia 10 de Novembro de 1925, casou-se com Murielle Burke; o casal teve um filho de duas filhas. Em 1926, McCauley voltou para as ilhas britânicas para estudar no Real Colégio Naval, em Greenwich, e na Escola de Armamento da RAF. Regressou à Austrália em 1928, e foi nomeado para prestar serviço no quartel-general da RAAF, em Melbourne.
Promovido a Squadron Leader, McCauley foi enviado pela terceira vez nas ilhas britânicas, em 1933, graduando-se no RAF Staff College, em Antover, e qualificando-se como instrutor de voo na Escola de Voo Central, em Wittering. No ano seguinte, foi destacado para o Ministério do Ar, em Londres. Regressando à Austrália em 1935, McCauley juntou-se à Directoria de Treino da RAAF. Em Setembro, iniciou um requerimento para que todas as bases esboçassem planos para a defesa aérea da zona onde as mesmas estavam situadas. Também inaugurou uma política a nível operacional para a força aérea, ordenando que as unidades elaborassem doutrinas relevantes para as suas responsabilidades operacionais, como “ataque” para o Esquadrão N.º 1 e “cooperação” para o Esquadrão N.º 3. Descrito como “um grande líder, com punho firme”, McCauley tornou-se Director de Treino em 1936. No mesmo ano, graduou-se com um Bacharelato em Comércio da Universidade de Melbourne, tendo estado desde 1929 a estudar em part-time. Este nível de estudo e qualificação era algo pouco comum entre os oficiais da força aérea do período pré-guerra, altura em que os pilotos geralmente “davam valor a pouco mais para além da habilidade de pilotagem”. Em 1939 foi promovido a Wing Commander e tornou-se comandante como instrutor-chefe da ala de cadetes em Point Cook.

## Segunda Guerra Mundial

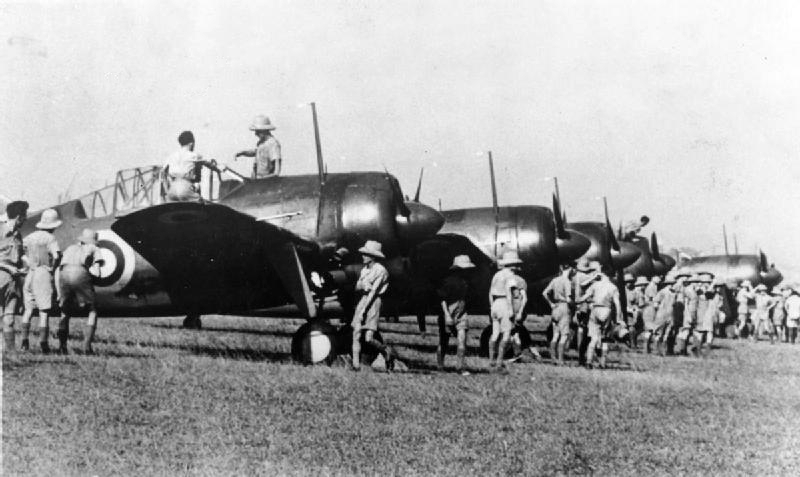
Aviões Brewster Buffalo da RAAF, na Base aérea de Sembawang, Singapura, comandada pelo Group Captain McCauley, em Outubro de 1941

A sua antiguidade militar e a sua experiência instrucional fizeram com que McCauley ficasse na Austrália durante os primeiros dezoito meses de guerra. Entre Março e Outubro de 1949, serviu como comandante inaugural da Escola de Engenharia N.º 1, em Ascot Vale, Victoria. Promovido a Group Capitain, tomou as rédeas da Escola de Treino de Voo N.º 1 da RAAF, em Point Cook, até Julho de 1941, quando foi rendido pelo Wing Commander Elwyn Roy King. Durante a prestação de serviço na escola, o número de aeronaves operadas pela escola duplicou, e as horas de voo mensais aumentaram de menos de mil para quase duas mil horas.
Durante a Campanha Malaia em 1941–42, McCauley esteve encarregue de comandar as unidades da RAAF sob o comando da Força Aérea do Extremo Oriente. A partir de Agosto de 1941, como comandante da estação da RAF em Sembawang, no nordeste de Singapura, ele supervisionou pessoalmente o treino e as operações do Esquadrão N.º 1 e do Esquadrão N.º 8, que operavam bombardeiros leves Lockheed Hudson. McCauley também avisou o Marechal Chefe do Ar Robert Brooke-Popham, o comandante-em-chefe da Força Aérea do Extremo Oriente, sobre as fraquezas das defesas aéreas aliadas. Destacado para bases da linha da frente da península malaia, os aviões Hudson de McCauley foram as primeiras aeronaves aliadas a descobrir as tropas japonesas a realizar movimentações na Indochina, no dia 6 de Dezembro, tendo atacado os japoneses mesmo sob uma forte rajada de fogo antiaéreo. Pelo natal, à medida que os aliados se retiravam da Malásia, a base de Sembawang era a mais movimentada de toda aquela região, com dois esquadrões de bombardeiros holandeses, as unidades com aviões Hudson, o Esquadrão N.º 21 e o Esquadrão N.º 453 (que mais tarde, devido às baixas sofridas, se juntaram para formar o Esquadrão 21/453) que operavam os obsoletos aviões Brewster Buffalo. No dia 29 de Janeiro de 1942, McCauley passou a comandar a base P.2, perto de Palembang, em Sumatra, comandando todas as operações da Commonwealth que emanavam a partir daquela base. Com as suas aeronaves disponíveis a receberem o reforço de aviões como o Hawker Hurricane e o Bristol Blenheim, McCauley conduziu ataques contra comboios inimigos antes de evacuar a área no dia 15 de Fevereiro de 1942, no dia em que Singapura se rendeu. Depois de a comunicação entre as suas forças e o quartel-general da RAF ter sido cortada, McCauley tomou as últimas decisões relativamente à demolição de estruturas e à explosão de equipamentos, só depois começando a evacuar o pessoal. Mais cedo ele já havia levado a cabo uma intervenção no quartel-general da RAF para impedir que o Esquadrão N.º 21 fosse dissolvido e o seu pessoal usado como mão-de-obra em Sumatra, conseguindo arranjar transporte para o pessoal regressar à Austrália. McCauley organizou a última partida de Palembang, tendo sido louvado pela organização e pelas condições de segurança providenciadas a muitas pessoas das forças aéreas da Commonwealth, para que pudessem chegar sãs e salvas à Austrália.

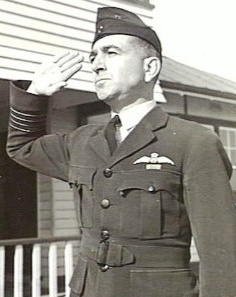
John McCauley, em 1943

Depois de regressar à Austrália, em Fevereiro de 1942, McCauley serviu brevemente como Oficial Sénior do Ar do Comando da Área Noroeste, no Território do Norte. Em Maio, tomou a posição de Vice-chefe da Força Aérea, sendo então condecorado como Comandante da Ordem do Império Britânico nas Honras do Aniversário do Rei, promulgado a 2 de Junho de 1943. Esta honra reconhecia a “coragem, habilidades e qualidades da liderança” que demonstrou “durante as difíceis condições de serviço no Extremo Oriente”. No mês seguinte, foi promovido temporariamente a Comodoro do Ar. Durante uma inspecção do Grupo Operacional N.º 10, em Nadzab, em Março de 1944, McCauley apercebeu-se de que, se as formações australianas não fossem capazes de aumentar a taxa de esforço e dedicação, estas mesmas formações seriam retiradas da linha da frente. Como resultado, o quartel-general da RAAF aumentou a formação de pilotos e equipamento para o grupo, que então começou a conseguir atingir as metas propostas, e que mais tarde até conseguiu ir para além do que lhes foi exigido, apresentando uma taxa de esforço superior à das unidades da Quinta Força Aérea dos Estados Unidos. Por volta desta altura, ele também instigou um programa para que se determinasse uma fórmula para a rotatividade das tripulações nos trópicos.
Tendo completado o termo como DCAS, McCauley foi enviado para o teatro de guerra europeu na Segunda Guerra Mundial, em Novembro de 1944, servindo até ao final da guerra como Comodoro do Ar da Segunda Força Aérea Táctica da RAF. Os britânicos procuraram activamente McCauley para esta posição, que se iniciou em Dezembro no quartel-general da formação. Este papel envolveu-o na direcção de mais de setenta esquadrões, europeus e da Commonwealth, em operações contra a Alemanha, um caso único para um oficial RAAF. Ele deixou esta posição em Julho de 1945, e no final do ano regressou à Austrália.

## Pós-guerra

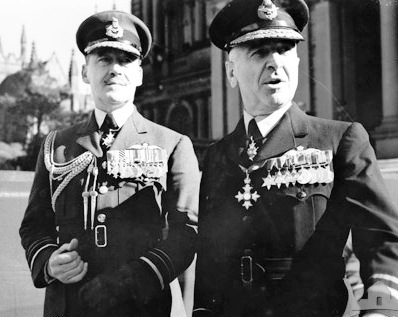
McCauley (à direita) com o Chefe do Estado-maior, o Marechal do Ar Hardman, numa parada da Asa N.º 78 antes da sua partida para Malta, em Julho de 1952

Entre um pequeno grupo de comandantes de guerra da RAAF, destinados a posições seniores, McCauley manteve o seu posto de Air Commodore depois de cessar das hostilidades. Entre 1946 e 1947, serviu novamente como Vice-chefe do Estado-maior. Promovido a Vice Marechal do Ar, entre Junho de 1947 e Junho de 1949, teve a função de Chefe de Gabinete do Tenente-general Horace Robertson, no quartel-general da Força de Ocupação da Comunidade Britânica, no Japão. Nesta posição, foi precedido e sucedido por outros dois graduados de Duntroon, ambos Vice Marechais do Ar, Frank Bladin e Alan Charlesworth respectivamente. Depois de regressar à Austrália, McCauley foi nomeado para comandar o Comando da Área Nordeste. Durante a Emergência Malaia, ele juntou formações de aeronaves da RAAF para serem destacados na Asa N.º 90, de acordo com as indicações do Chefe do Estado-Maior George Jones, para assegurar que as formações australianas pudessem operar com alguma autonomia em vez de ficarem subordinadas a grupos aliados. Em 1951, foi nomeado Companheiro da Ordem do Banho (CB).
Em Janeiro de 1952, o Marechal do Ar Jones foi sucedido pelo Marechal do Ar Donald Hardman da Real Força Aérea. A decisão do primeiro-ministro Robert Menzies de nomear um britânico para chegar a força aérea causou controvérsia na Austrália, situação que ficou mais agravada por ter dito que “não havia nenhum oficial da RAAF com idade e experiência operacional suficiente para assumir o cargo de Chefe do Estado-maior”, ignorando o histórico operacional de muitos oficiais como McCauley. Hardman mudou a estrutura da força aérea, que deixou de estar baseada na geografia e passou a basear-se na função, algo que levou o Comando da Área Nordeste de McCauley a “evoluir” para Comando Aéreo da RAAF, em 1953. Promovido a Marechal do Ar, McCauley sucedeu a Hardman como Chefe do Estado-maior, quando o termo de dois anos do anterior chegou ao fim em Janeiro de 1954. De acordo com o historiador oficial da RAAF, Alan Stephens, McCauley “estava tão preparado para se tornar Chefe do Estado-maior em 1952 como estava em 1954”, enquanto um observador contemporâneo declarou que “raramente um oficial melhor preparado liderou um ramo australiano”. Ele foi o primeiro de quatro sucessivos antigos cadetes de Duntroon a assumir o cargo de Chefe do Estado-maior da Força Aérea, entre 1954 e 1969, tendo sido seguido pelos Marechal do Ar Frederick Scherger, Valston Hancock e Alister Murdoch.

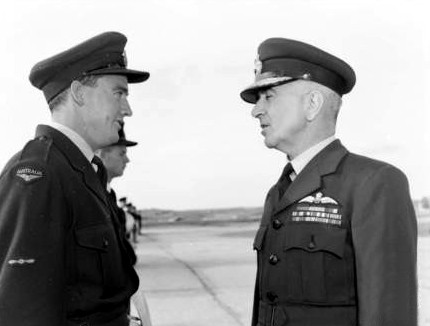
McCauley (à direita) como Chefe do Estado-maior da RAAF, de visita à Asa N.º 78 em Malta, antes do seu regresso à Austrália em Dezembro de 1954

Em 1955, McCauley foi elevado a Cavaleiro Comandante da Ordem do Império Britânico. Em Outubro de 1956, ele deu uma apresentação sobre o conceito de poder aéreo, cuja plateia era composta por várias entidades, entre elas o primeiro-ministro Menzies. McCauley identificou a Malásia e a Indochina, particularmente o Vietname, como áreas onde a RAAF poderia ser destacada no futuro, defendendo uma presença contínua em Singapura, dada a sua importância estratégica para a defesa da Austrália, tal como tinha presenciado em primeira mão durante a Segunda Guerra Mundial. Ele também deu a recomendação de que um bombardeiro leve supersónico substituísse os obsoletos English Electric Canberra. O mandato de McCauley como CEM viu o início de uma tendência da RAAF em se equipar com aeronaves norte-americanas em detrimento das britânicas, tendo sido feitas recomendações relativamente ao F-104 Starfighter (embora o avião francês Dassault Mirage III acabasse por ser adquirido) e ao C-130 Hercules. Um factor que contribuiu para esta mudança de direcção foi a inspeção que o próprio realizou às aeronaves aliadas durante a Guerra da Coreia, onde constatou que o equipamento militar dos Estados Unidos era muito superior (em termos de reparação, substituição de pessoas e multi-funcionalidades) do que o equipamento britânico. Alguns altos oficiais da RAAF aconselhavam que era urgente substituir o Canberra pelo bombardeiro pesado Avro Vulcan, mas McCauley não seguiu por esse caminho e optou por se concentrar pela nova tecnologia norte-americana. Ele também deixou claro que a indústria aeronáutica australiana seria apoiada pela RAAF em todas as áreas fiáveis.
McCauley instigou o re-desenvolvimento da Base aérea de Darwin, no Território do Norte, como a primeira fase de uma estratégia de defesa frontal. Ele pretendia fazer de Darwin a "principal base aérea para a guerra" e um ponto de lançamento de destacamentos para o Sudeste Asiático, em vez de um simples aeródromo de trânsito. Ao longo dos dez anos seguintes, o Esquadrão de Construção de Aeródromos N.º 5 remodelou as pistas de aterragem, os edifícios e outras infraestruturas em instalações modernas capazes de lidar com grandes operações. Este conceito foi continuado pelo sucessor de McCauley, o Marechal do Ar Scherger, que concebeu uma série de "bases aéreas da linha da frente" por toda o norte da Austrália, começando o trabalho com a Base aérea de Tindal, em 1959. Alan Stephens mais tarde descreveu McCauley e Scherger como "dois dos melhores chefes que a RAAF já teve.

## Depois da RAAF
Depois de se retirar da RAAF, no dia 18 de MArço de 1957, McCauley tornou-se activo em organizações de assistência social, presidindo campanhas para a Fundação Nacional do Coração, a Livre da Fome, a Real Sociedade Humana, e o Conselho do Cancro no final dos anos 50 e início dos 60. De 1964 até 1974, serviu como Presidente Federal da Associação da Força Aérea. Neste papel, ele aprovou a proposta inicial de se erguer estátuas monumentais de aviadores e tripulantes de terra, para o Memorial da Real Força Aérea Australiana, a ser localizado em Anzac Parade, em Camberra. O projecto foi aprovado por um painel de selecção final, no entanto, uma escultura abstracta foi posteriormente descrita como reflectindo uma "falha abrangente para entender a natureza do serviço prestado pela força aérea". Em Outubro de 1966, McCauley visitou as unidades da RAAF destacadas no Vietname. Em 1970, ele desempenhou um papel importante na liderança da organização do Australian Services Council (mais tarde Australian Veterans and Defence Services Council) para coordenar os esforços de lobby para vários grupos de veteranos, e tornou-se o seu primeiro presidente. Também foi presidente do Conselho do Bom Vizinho de Nova Gales do Sul, entre 1966 e 1975.
McCauley faleceu no Hospital de São Vicente em Sydney, no dia 3 de Fevereiro de 1989, depois de sofrer um acidente vascular cerebral. Com 89 anos, deixou três filhos; a sua mulher havia falecido dois anos antes. Está enterrado no Cemitério dos Subúrbios do Norte.